# Sint-Gummaruskerk (Emblem)
De Sint-Gummaruskerk van Emblem is de parochiekerk van Emblem, een deelgemeente van Ranst. De kerk ligt centraal in het dorp, aan de Voortstraat 8. Ze behoort tot het decanaat Rupel-Nete, in het bisdom Antwerpen. De kerk is gewijd aan de heilige Gummarus van Lier, die volgens de overlevering in Emblem zou geboren zijn.
Daarnaast bestaat in Emblem ook nog de Sint-Gummaruskapel, aan de Dorpstraat, op een paar honderd meter van de kerk. Deze kapel is traditioneel het doel van een Sint-Gummarustocht, die vertrekt vanuit de Sint-Gummaruskerk van Lier.